# アメリカ合衆国次期副大統領
アメリカ合衆国次期副大統領（アメリカがっしゅうこくじきふくだいとうりょう、vice president-elect of the United States）は、アメリカ合衆国大統領選挙の副大統領候補者が選挙に勝利してから就任するまでの間の呼称である。
憲法修正第20条に「次期副大統領」（vice president-elect）という言葉が使われているものの、ある候補者がどのタイミングで「次期副大統領」となるのかについて、憲法やその他の法律に明確な規定はない。
この言葉は、大統領候補者が選挙に勝利してから就任するまでの呼称である「次期大統領」(president-elect)に対応するものである。現職の副大統領が再び副大統領として出馬して勝利した場合には、既に副大統領に就任しているため、次期副大統領とは呼ばれない。

## 次期副大統領が誕生する場合
アメリカ合衆国大統領選挙においては、大統領と副大統領がともに選出される。大統領・副大統領のそれぞれについて、現職が再選される場合と、現職とは別の人物が選出される場合がある。よって、4通りの組み合わせがあることになるが、大統領・副大統領とも現職が再選されるか、大統領・副大統領とも現職と別の人物が選出される場合がほとんどである。
現職大統領が再選を目指す場合、副大統領には1期目と同じ人物を指名することが多いが、別の人物を副大統領候補（ランニングメイト）に立てることもある。これは、何らかの理由で現職副大統領が再指名を受けなかったことが原因であることが多い。最も最近の例では、1944年の選挙において、現職のフランクリン・ルーズベルト大統領は、党内保守派の反対により現職のヘンリー・A・ウォレス副大統領を副大統領候補にすることができず、ハリー・S・トルーマンを副大統領候補とした。これとは別に、1967年に憲法修正第25条が批准されるまでは、副大統領が任期中に欠員になった場合にそれを補充する規定がなかったため、選挙の際に新たに副大統領候補を立てた例もある。現職大統領と共に新しい副大統領が選出された最後の例は1964年の選挙で、ジョン・F・ケネディの暗殺に伴い副大統領のリンドン・ジョンソンが大統領に昇格した後、副大統領が空席のままとなったため、ジョンソンは選挙の際にヒューバート・ハンフリーを副大統領候補とした。それ以降は、新しい副大統領の選出は新しい大統領の選出と共に行われている。なお、1976年の選挙で現職のジェラルド・R・フォード大統領の1期目における副大統領だったネルソン・ロックフェラーが再選を望まなかったため、新たにボブ・ドールが副大統領候補となったが、フォードは落選した。
逆に、現職副大統領が現職大統領とは別の人物のランニングメイトとなることもまれにあるが、それで当選した場合、大統領選出者は「次期大統領」と呼ばれるものの、副大統領選出者は既に副大統領に就任しているため「次期副大統領」と呼ばれることはない。このような例は過去に2度起きており、1度目は1808年で、トーマス・ジェファーソン大統領の下で国務長官を務めたジェームズ・マディソンが次期大統領に、現職副大統領のジョージ・クリントンが再び副大統領に選出された。2度目は1828年で、アンドリュー・ジャクソンは現職副大統領のジョン・カルフーンをランニングメイトとして当選した。

## 政権移行における次期副大統領の役割

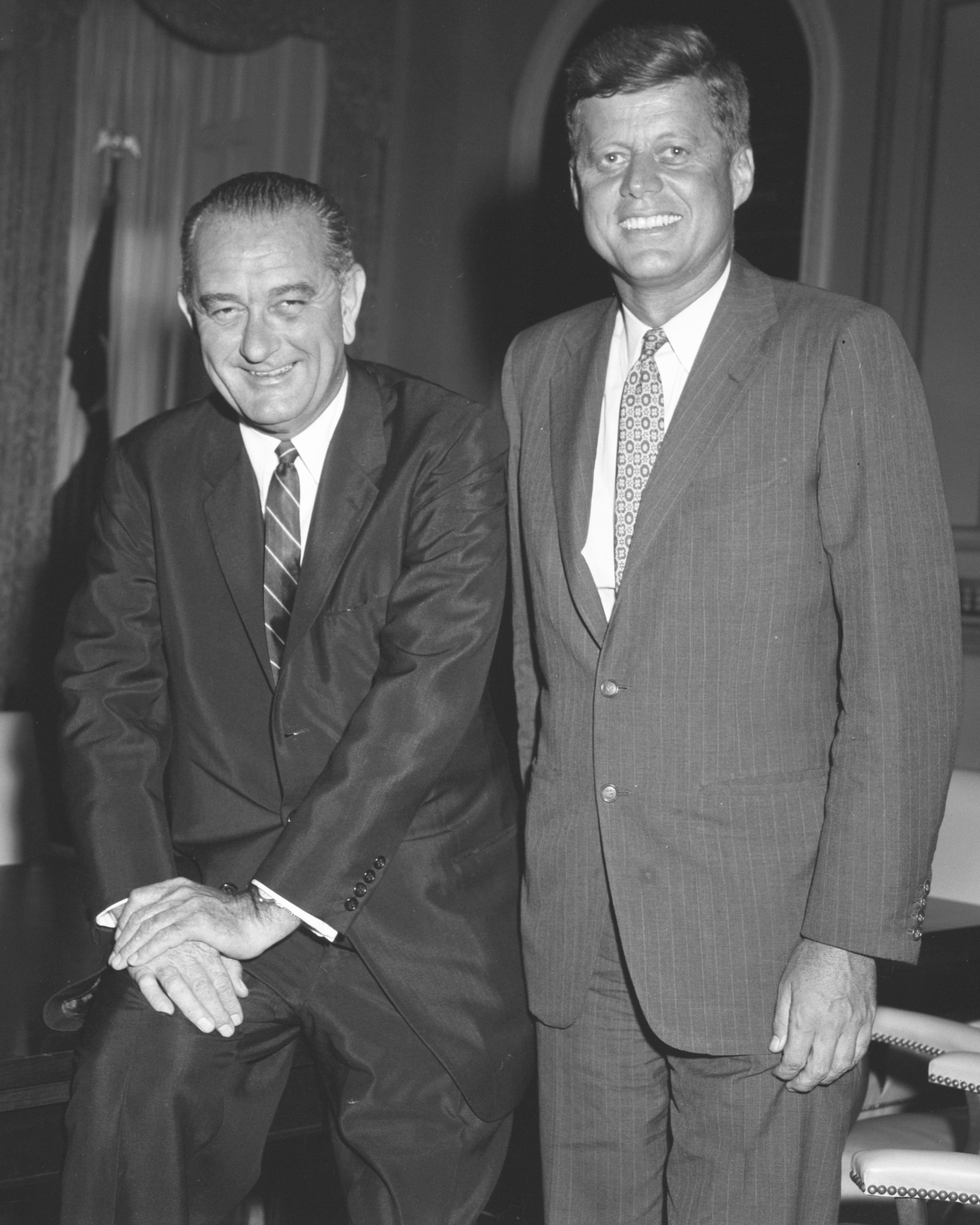
リンドン・ジョンソン次期副大統領（左）とジョン・F・ケネディ次期大統領。1960年の選挙から就任までの間に撮影されたもの。

前述の通り、1968年以降、多くの新副大統領は新大統領と共に選出されている。その場合、次期副大統領が副大統領に就任するまでの期間は、現職大統領から次期大統領への政権移行を伴うことになる。
1963年の大統領移行法(Presidential Transition Act)により、次期大統領と同様、次期副大統領も、一般調達局に対し政権移行に必要な資金、執務スペース、様々な政府サービス（輸送、通信など）の提供を要請することができる。
大統領の政権移行において、これまでの次期副大統領が果たしてきた役割は様々である。
ジョージ・W・ブッシュ政権におけるディック・チェイニーとドナルド・トランプ政権におけるマイク・ペンスは、正式に政権移行チームの責任者に就任した。ビル・クリントンは、アル・ゴア次期副大統領を政権移行における重要な意思決定を行うグループの一員とした。ジミー・カーターはウォルター・モンデール次期副大統領に対し、閣僚人事についての意見を述べることを許可した。
一方で、政権移行において次期副大統領が役割を果たさなかった例もある。例えば、ドワイト・D・アイゼンハワーの政権移行において、リチャード・ニクソン次期副大統領は積極的に役割を果たさなかった。そのニクソンの政権移行でも、スピロ・アグニュー次期副大統領は政権移行にほとんど関与しなかった。
- 1988年11月9日、次期大統領に選出されたジョージ・H・W・ブッシュ（当時副大統領）のホワイトハウス・ローズガーデンで行われた記者会見にて。左からロナルド・レーガン現大統領とナンシー夫人、ジョージ・H・W・ブッシュ副大統領兼次期大統領とバーバラ夫人、ダン・クエール次期副大統領とマリリン夫人。
- 左からジョー・バイデン次期副大統領とバラク・オバマ次期大統領
- 左からドナルド・トランプ次期大統領、ポール・ライアン下院議長、マイク・ペンス次期副大統領

## 次期副大統領の継承
12月の選挙人団による投票の前に次期副大統領が死亡（または辞任）した場合、次期大統領は所属する政党の全国委員会と協議の上で、新たな副大統領候補を決定する。この決定方法は、次期大統領が死亡して次期副大統領が次期大統領に昇格し、新たな副大統領候補を選出する場合と同じである。必要な数の選挙人が新たな副大統領候補に投票することに同意した場合、その候補者が次期副大統領となる。
選挙人団による投票の後に次期副大統領が死亡した場合については、次期副大統領は補充されず、憲法修正第25条の規定に基づいて次期大統領が就任後に大統領として副大統領を指名することになると、多くの学者が主張している。

## vice president-designate
1967年に憲法修正第25条が批准されるまで、憲法には任期中に副大統領が欠員となったときにそれを補充する規定がなかった。そのため、次の選挙で新たに副大統領が選出され、就任するまで、副大統領は空席となっていた。このような事態は過去に16回発生している。
1967年以降、副大統領の任期中の欠員は2回発生し、いずれも憲法修正第25条に基づいて新たな副大統領が指名されている。1回目は1973年で、副大統領スピロ・アグニューが辞任したため、リチャード・ニクソン大統領はジェラルド・フォードを後任の副大統領に指名した。2回目は1974年で、ニクソンの辞任に伴い大統領に昇格したフォードが、ネルソン・ロックフェラーを後任の副大統領に指名した。いずれの場合も、指名された人物は選挙で選出されたわけではないため、"vice president-elect"（副大統領選出者）と呼ばれることはなく、"vice president-designate"（副大統領指名者）と呼ばれた。

## 次期副大統領の一覧
| 次期副大統領 | 次期副大統領                     | 政党       | 政党       | 選挙年                                  | 就任式                                     |
| ------------ | -------------------------------- | ---------- | ---------- | --------------------------------------- | ------------------------------------------ |
| 1            | ジョン・アダムズ                 |            | （無所属） | 1789年                                  | ワシントンの1回目の就任式                  |
| 2            | トーマス・ジェファーソン         |            | 民主共和党 | 1796年                                  | ジョン・アダムズの就任式                   |
| 3            | アーロン・バー                   |            | 民主共和党 | 1800年                                  | トーマス・ジェファーソンの1回目の就任式    |
| 4            | ジョージ・クリントン             | 民主共和党 | 1804年     | トーマス・ジェファーソンの2回目の就任式 |                                            |
| 5            | エルブリッジ・ゲリー             | 民主共和党 | 1812年     | ジェームズ・マディソンの2回目の就任式   |                                            |
| 6            | ダニエル・トンプキンズ           | 民主共和党 | 1816年     | ジェームズ・モンローの1回目の就任式     |                                            |
| 7            | ジョン・カルフーン               | 民主共和党 | 1824年     | ジョン・クィンシー・アダムズの就任式    |                                            |
| 8            | マーティン・ヴァン・ビューレン   |            | 民主党     | 1832年                                  | アンドリュー・ジャクソンの2回目の就任式    |
| 9            | リチャード・メンター・ジョンソン | 民主党     | 1836年     | マーティン・ヴァン・ビューレンの就任式  |                                            |
| 10           | ジョン・タイラー                 |            | ホイッグ党 | 1840年                                  | ウィリアム・ハリソンの就任式               |
| 11           | ジョージ・ダラス                 |            | 民主党     | 1844年                                  | ジェームズ・ポークの就任式                 |
| 12           | ミラード・フィルモア             |            | ホイッグ党 | 1848年                                  | ザカリー・テイラーの就任式                 |
| 13           | ウィリアム・R・キング            |            | 民主党     | 1852年                                  | フランクリン・ピアースの就任式             |
| 14           | ジョン・ブレッキンリッジ         | 民主党     | 1856年     | ジェームズ・ブキャナンの就任式          |                                            |
| 15           | ハンニバル・ハムリン             |            | 共和党     | 1860年                                  | エイブラハム・リンカーンの1回目の就任式    |
| 16           | アンドリュー・ジョンソン         |            | 国民統一党 | 1864年                                  | エイブラハム・リンカーンの2回目の就任式    |
| 17           | スカイラー・コルファクス         |            | 共和党     | 1868年                                  | ユリシーズ・グラントの1回目の就任式        |
| 18           | ヘンリー・ウィルソン             | 共和党     | 1872年     | ユリシーズ・グラントの2回目の就任式     |                                            |
| 19           | ウィリアム・A・ウィーラー        | 共和党     | 1876年     | ラザフォード・ヘイズの就任式            |                                            |
| 20           | チェスター・A・アーサー          | 共和党     | 1880年     | ジェームズ・ガーフィールドの就任式      |                                            |
| 21           | トーマス・A・ヘンドリックス      |            | 民主党     | 1884年                                  | グロバー・クリーブランドの1回目の就任式    |
| 22           | トーマス・A・ヘンドリックス      |            | 共和党     | 1888年                                  | ベンジャミン・ハリソンの就任式             |
| 23           | アドレー・E・スティーブンソン    |            | 民主党     | 1892年                                  | グロバー・クリーブランドの2回目の就任式    |
| 24           | ギャレット・A・ホーバート        |            | 共和党     | 1896年                                  | ウィリアム・マッキンリーの1回目の就任式    |
| 25           | セオドア・ルーズベルト           | 共和党     | 1900年     | ウィリアム・マッキンリーの2回目の就任式 |                                            |
| 26           | チャールズ・W・フェアバンクス    | 共和党     | 1904年     | セオドア・ルーズベルトの2回目の就任式   |                                            |
| 27           | ジェームズ・S・シャーマン        | 共和党     | 1908年     | ウィリアム・タフトの就任式              |                                            |
| 28           | トーマス・R・マーシャル          |            | 民主党     | 1912年                                  | ウッドロウ・ウィルソンの1回目の就任式      |
| 29           | カルビン・クーリッジ             |            | 共和党     | 1920年                                  | ウォレン・ハーディングの就任式             |
| 30           | チャールズ・ドーズ               | 共和党     | 1924年     | カルビン・クーリッジの2回目の就任式     |                                            |
| 31           | チャールズ・カーティス           | 共和党     | 1928年     | ハーバート・フーヴァーの就任式          |                                            |
| 32           | ジョン・N・ガーナー              |            | 民主党     | 1932年                                  | F・D・ルーズベルトの1回目の就任式          |
| 33           | ヘンリー・A・ウォーレス          | 民主党     | 1940年     | F・D・ルーズベルトの3回目の就任式       |                                            |
| 34           | ハリー・S・トルーマン            | 民主党     | 1944年     | F・D・ルーズベルトの4回目の就任式       |                                            |
| 35           | アルバン・W・バークリー          | 民主党     | 1948年     | ハリー・S・トルーマンの2回目の就任式    |                                            |
| 36           | リチャード・ニクソン             |            | 共和党     | 1952年                                  | ドワイト・D・アイゼンハワーの1回目の就任式 |
| 37           | リンドン・ジョンソン             |            | 民主党     | 1960年                                  | ジョン・F・ケネディの就任式                |
| 38           | ヒューバート・H・ハンフリー      | 民主党     | 1964年     | リンドン・ジョンソンの2回目の就任式     |                                            |
| 39           | スピロ・アグニュー               |            | 共和党     | 1968年                                  | リチャード・ニクソンの1回目の就任式        |
| 40           | ウォルター・モンデール           |            | 民主党     | 1976年                                  | ジミー・カーターの就任式                   |
| 41           | ジョージ・H・W・ブッシュ         |            | 共和党     | 1980年                                  | ロナルド・レーガンの1回目の就任式          |
| 42           | ダン・クエール                   | 共和党     | 1988年     | ジョージ・H・W・ブッシュの就任式        |                                            |
| 43           | アル・ゴア                       |            | 民主党     | 1992年                                  | ビル・クリントンの1回目の就任式            |
| 44           | ディック・チェイニー             |            | 共和党     | 2000年                                  | ジョージ・W・ブッシュの1回目の就任式       |
| 45           | ジョー・バイデン                 |            | 民主党     | 2008年                                  | バラク・オバマの1回目の就任式              |
| 46           | マイク・ペンス                   |            | 共和党     | 2016年                                  | ドナルド・トランプの1回目の就任式          |
| 47           | カマラ・ハリス                   |            | 民主党     | 2020年                                  | ジョー・バイデンの就任式                   |
| 48           | J・D・ヴァンス                   |            | 共和党     | 2024年                                  | ドナルド・トランプの2回目の就任式          |